# 樋渡治
樋渡 治 (ひわたし おさむ、英: Osamu Hiwatashi、1957年2月16日 - ) は、宮城県仙台市出身の元オートバイ・ロードレーサー。モリワキレーシング及びスズキワークスのライダーとして参戦した。
現在は、オートバイ用マフラーやバックステップ、シートなどの各種パーツを企画・製造・販売する 株式会社アールズ・ギア 代表取締役。

## 経歴

### プライベーター時代
16歳でオートバイ免許を取得し、カワサキ・Z2に乗り始める。地元・宮城県にスポーツランドSUGOがオープンしたのをきっかけとして、1978年に20歳でロードレースへの挑戦を始める。プライベーターとしてヤマハ・TZ250で地方選手権に参戦し、13レースで11回優勝と好結果を残す。全日本選手権のノービス250ccクラスにもSUGOで開催された第7戦に参戦し、2位に入賞する。
1979年に全日本ロードレース・ジュニア350クラスで年間ランキング5位を獲得。前年のノービス250参戦からジュニア350クラスの2シーズンは、後にヤマハワークスライダーとなる平忠彦と長谷川嘉久も同カテゴリーに出走しており、ほぼ同期のロードレースデビューである。
1980年よりMFJライセンス区分での国際A級に昇格。同年、レースにより注力するために三重県鈴鹿市へと転居し、オートバイのマフラー製造をする工場でアルバイトをしながらプライベーターとしてTZで参戦。この勤務先のマフラー工房がモリワキエンジニアリング製品の下請け工場だったことが、樋渡のレースキャリアに大きな影響を与える。また、ここでのマフラー製造の見習い経験が引退後の事業の原点ともなった。
1981年もプライベート参戦。同年から全日本ロードレースはカテゴリーが再編され、WGP同様の編成となり、樋渡は全日本では新カテゴリーとなる最高峰・500ccクラスに市販レーサーマシンで参戦していた。ここで転機が訪れ、7月の鈴鹿8時間耐久レースにモリワキから出走予定だったライダーが負傷したため、代わりのライダーとしてモリワキの1000ccマシンでオーディションテストを受けるチャンスを得る。ここで好タイムを記録したことで8耐にモリワキから出走することが決まり、モリワキレーシングの一員となる契機となった。勤務先の下請け工場ではこの後約2年モリワキ手曲げマフラー製造職人としての技術を向上させていくこととなった。

### モリワキ時代
1983年、モリワキレーシングから全日本250ccクラスにヤマハ・TZ250でフル参戦、第8戦SUGOで全日本初優勝を挙げる。チャンピオンとなったチームカナヤの斉藤光雄に次いで、全日本ランキング2位を獲得した。翌1984年より、ホンダが市販レーサーRS250Rの実戦投入を開始することになり、その先行開発の役割としてホンダワークス(HRC)の小林大・阿部孝夫らとともにモリワキもRSの供給先となり、樋渡はHRC勢とは異なる18インチホイールで参戦するなどアルミフレームマシンの初期開発に貢献。シーズン序盤のRSは、すでに熟成され特にコーナリング性能が完成の域であるヤマハ・TZ勢に対して苦戦が続き、ポイントランキングも下位に低迷。しかしシーズン終盤はマシンセッティングが進み、一気に巻き返しを図る。小林がランキングトップに浮上、樋渡もRSで第8戦SUGO、第9戦鈴鹿(日本GP)と連続2位表彰台に立つなど、ランキングを8位まで戻してのシーズン終了となった。
1985年からはモリワキのオリジナルアルミフレームと左右2本式のリヤサスペンションをもつシャーシ「モリワキ・ZERO-Z250」で全日本250ccクラスに参戦。しかしシーズン途中で搭載エンジンの変更を余儀なくされるなどマシン熟成に苦しみ、ランキング21位に沈む。1986年には、全日本250ccに同マシンで継続参戦しながら、8月にイギリスGP（シルバーストン・サーキット）へ遠征し、世界グランプリ250ccクラスにスポット参戦をした。このグランプリでは決勝日が豪雨の悪コンディションとなり転倒者が多い中、当日のヘビーウェット路面に日本から持ち込んだダンロップタイヤの特性が合わず低グリップに苦しみながら13位完走を果たしたが、当時は入賞圏が10位までだったため選手権ポイントの獲得は成らなかった。同年はシーズン途中から世界グランプリ500ccクラスへの参戦を開始したモリワキの同僚・八代俊二の後を受け、全日本第7戦鈴鹿で500ccクラスにNS500で参戦。予選ポールポジションを獲得し、決勝レースでも3位表彰台に立つ活躍を見せた。シーズン終了後に富士スピードウェイで開催された国際格式レース「スーパースプリント'86」では、250ccクラスにモリワキ・ZERO-Zで出走し、濃霧とウェット路面の難コンディションとなった決勝第1ヒートでアルフォンソ・ポンスなど海外の現役GPライダーに引けを取らない走りを見せ終盤までラップリーダーとしてレースをリードした。

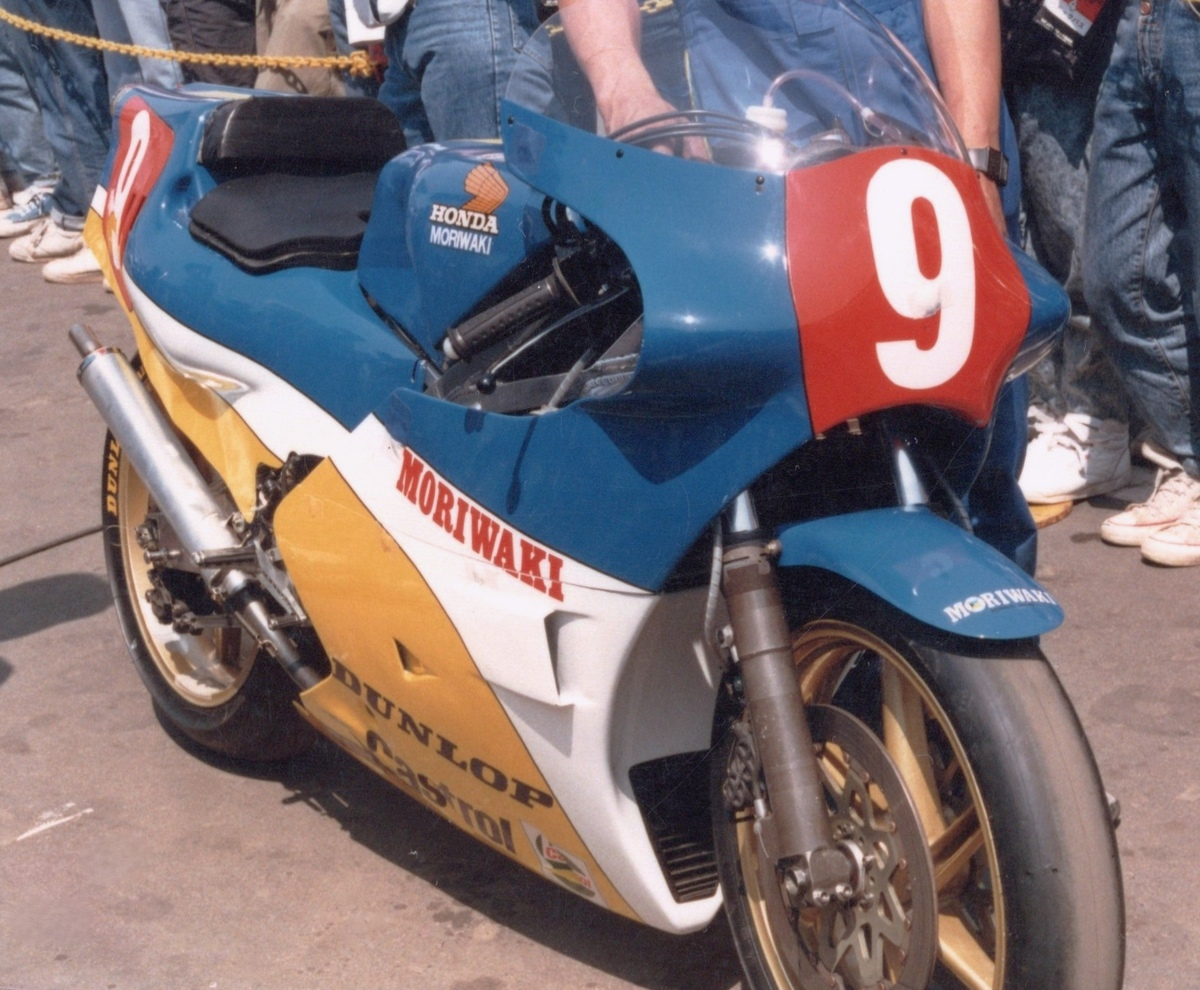
1987年 ホンダ・NS500

1987年も全日本500ccクラスにモリワキから参戦。NS500は実績と信頼性は十分なマシンであったが、最新のV型4気筒エンジンを積んだライバルマシンと比べると3年ほど型落ちでありエンジンパワーではすでに非力な存在となっていた。雨のレースとなった第3戦鈴鹿で最新4気筒エンジンのマシンを抑え、3気筒のNSで自身初となる500ccクラス優勝を果たす金星を挙げ、コーナーが多い筑波サーキットでは最新NSRに乗るホンダワークスの前年チャンピオン・木下恵司をNSでチェッカーまで抑えきり表彰台を獲得することもあった。また同年夏SUGOで開催されたTT-F1世界選手権にモリワキ・ZERO-Z750（モリワキ製アルミフレームにホンダ・CBR750ベースの直4エンジンを搭載するモリワキオリジナルマシン）で出走した。

### スズキワークス時代
1988年もモリワキから全日本TT F1クラスに参戦する予定だったが、3月に急遽スズキワークスへと移籍加入し、Schickアドバンテージ・スズキのRGV-Γ500で全日本500ccクラスに参戦することが決定。これは本来スズキの500ccクラスにおける新エースとして参戦予定だった辻本聡が3月5日の鈴鹿BIG2&4予選中に大腿骨骨折を負い実戦復帰が遅れることになったため、同じくRGV-Γで参戦する水谷勝と共にスズキの主力となるべく、樋渡に白羽の矢が立ったものだった。こうして'88シーズンよりヤマハの藤原儀彦・片山信二・平忠彦、ホンダの伊藤真一・宮城光らと国内最高峰クラスでの上位を賭けて争うシーズンとなった。雨のレースとなった6月12日開催の鈴鹿では、スズキ移籍後初勝利を挙げる。同年は鈴鹿8時間耐久レースのみモリワキから出走し、ピーター・ゴダードとのチームで参戦した。
1989年4月8日の筑波予選では最速タイムを記録し、RGV-Γにポールポジションをもたらした。スズキワークスではレースでの実戦だけでなく、世界グランプリをRGV-Γで戦うケビン・シュワンツを縁の下で支える開発ライダーとしての任務も重要なものであった。

### モリワキへ復帰
4シーズンにわたったスズキとの契約終了後、1992年よりモリワキに復帰し全日本TT-F1クラスに参戦。1994年にオートバイレーサーを引退。その後アルペンスキー競技に選手として参加し、三重県代表に選出される好成績を残したため、国体に出場した。

### マフラーメーカー起業
1998年、スキーレースへの挑戦を休止し、三重県を拠点にオートバイ用マフラー、シートなどを製造・企画・販売する「株式会社アールズ・ギア」を立ち上げ、代表取締役となる。社名は、マフラーの造形は曲線（アール）の集合体であり、Rはレーシングスピリットをイメージすることが出来る事に由来。製品ポリシーとしてマフラー集合部にプレス材を使わずにパイプを溶接して仕上げる構造にこだわるなど手間を惜しまず、扱いやすいパワー特性と、美しい溶接部などドレスアップパーツとしての形状や外観の美しさ、ツーリングで1日中乗り続けても疲れない音質のマフラーであること、などを考慮。「高性能と美しさの両方を追及するものづくり」を目指している。

## 人物
- モリワキの森脇護社長は1985年放映のテレビ東京『Do!スポーツ』でのトークコーナーにて対談相手の清水国明に、「樋渡は性格がとてもおだやかで優しいので、レース中に彼の頭を誰かがポカっと叩いて怒らせたくらいがレーサーとしてちょうどいいのではないか (笑)」とその温厚な性格を述べている。
- 着用するヘルメットの両サイドにはトレードマークであるユニコーン (一角獣)の横顔が描かれていた。
- 「レーサーとしては引退があるが、趣味としてオートバイを乗ることには引退がない」と語り[13]、BMW製オートバイの愛好家であり年間にして20,000kmほどツーリングを楽しんでいる。オーナーズクラブとして活動する「BMW Club Nippon」の代表も務める[14]。
- 同じくレーサー出身で、サスペンションのスペシャリストとして事業主となった奥村裕は、樋渡のオートバイに対する感性や丁寧な仕事ぶりへのリスペクトを述べており、親交がある[15]。

## レース戦歴

### 全日本ロードレース選手権
| 年     | チーム                   | マシン              | 区分     | クラス | 1       | 2      | 3       | 4       | 5      | 6      | 7      | 8       | 9      | 10      | 11      | 12     | 順位 | ポイント |
| ------ | ------------------------ | ------------------- | -------- | ------ | ------- | ------ | ------- | ------- | ------ | ------ | ------ | ------- | ------ | ------- | ------- | ------ | ---- | -------- |
| 1978年 | チームアンダーパワー     | ヤマハ・TZ250       | ノービス | 250cc  | SUZ -   | TSU    | SUZ     | TSU     | SUZ    | TSU    | SUG 2  | SUZ     | SUZ    |         |         |        | 13位 | 12       |
| 1979年 | レーシングメイトオブ仙台 | ヤマハ・TZ          | ジュニア | 350cc  | TSU     | SUZ    | TSU 3   | SUZ     | TSU 5  | SUZ    | SUG 4  | TSU 7   | SUZ 6  |         |         |        | 5位  | 36       |
| 1980年 | チーム・パルチ           | ヤマハ・TZ          | 国際A級  | 350cc  | TSU     | SUZ    | SUG 5   | SUZ     | TSU    | SUZ    | TSU    | SUG 4   | TSU    | SUZ     |         |        | 13位 | 14       |
| 1981年 | STAR'Sレーシング         |                     | 国際A級  | 500cc  | SUZ 5   | SUZ 7  | SUG 5   | SUZ     | SUG    | SUZ    |        |         |        |         |         |        | 8位  | 19       |
| 1982年 | STAR'Sレーシング         | ヤマハ・TZ250       | 国際A級  | 250cc  | SUZ     | TSU 5  | SUZ 4   | SUG     | SUZ 5  | TSU 3  | TSU    | SUG 2   | SUZ    |         |         |        | 4位  | 42       |
| 1983年 | モリワキレーシング       | ヤマハ・TZ250       | 国際A級  | 250cc  | TSU     | SUZ 3  | TSU     | SUG 4   | SUZ 2  | TSU 4  | SUG 1  | SUZ 2   |        |         |         |        | 2位  | 68       |
| 1984年 | モリワキレーシング       | ホンダ・RS250R      | 国際A級  | 250cc  | TSU Ret | SUG 5  | SUZ     | TSU     | SUG    | SUZ 8  | TSU    | SUG 2   | SUZ 2  | TSU 5   |         |        | 8位  | 67       |
| 1984年 | モリワキレーシング       | ホンダ・CBX400F     | 国際A級  | TT-F3  | TSU 1   | SUG C  | SUZ 2   | TSU     | SUG    | SUZ 3  | TSU    | SUG     | SUZ    | TSU     |         |        | 7位  | 52       |
| 1985年 | モリワキレーシング       | モリワキ・ZERO-Z250 | 国際A級  | 250cc  | TSU DNQ | SUZ    | TSU     | SUG     | SUZ 8  | TSU 15 | SUG    | TSU C   | SUG 8  | SUZ Ret |         |        | 21位 | 17       |
| 1986年 | モリワキレーシング       | モリワキ・ZERO-Z250 | 国際A級  | 250cc  | -       | TSU C  | SUG 6   | SUZ Ret | TSU 10 | SUG 4  | -      | TSU     | TSU    | SUG     | SUZ     |        | 14位 | 29       |
| 1986年 | モリワキレーシング       | ホンダ・NS500       | 国際A級  | 500cc  | SUZ -   | TSU C  | SUG -   | SUZ -   | TSU -  | SUG -  | SUZ 3  | TSU     | TSU    | SUG     | SUZ     |        | 9位  | 15       |
| 1987年 | モリワキレーシング       | ホンダ・NS500       | 国際A級  | 500cc  | SUZ Ret | TSU 5  | SUZ 1   | TSU 4   | SUG 2  | -      | TSU 5  | SUG 4   | TSU 3  | SUG 4   | SUZ Ret | TSU -  | 4位  | 102      |
| 1987年 | モリワキレーシング       | モリワキ・ZERO-Z750 | 国際A級  | TT-F1  | SUZ 5   | -      | SUZ 5   | -       | SUG    | SUZ    | TSU 10 | SUG Ret | -      | SUG     | SUZ 12  | TSU    | 12位 | 32       |
| 1988年 | Schick Advantage Suzuki  | スズキ・RGV-Γ500    | 国際A級  | 500cc  | SUZ -   | TSU 5  | SUZ 2   | TSU     | SUZ 1  | TSU    | SUG    | SUG 4   | SUZ 5  | SUG     | TSU 4   |        | 6位  | 87       |
| 1989年 | Schick Advantage Suzuki  | スズキ・RGV-Γ500    | 国際A級  | 500cc  | TSU 3   | SUZ 3  | TSU 4   | SUG Ret | SUG 4  | SUZ    | SUG    | TSU 5   |        |         |         |        | 5位  | 70       |
| 1990年 | Schick Advantage Suzuki  | スズキ・RGV-Γ500    | 国際A級  | 500cc  | TSU 4   | SUZ 5  | SUG Ret | TSU 4   | TSU 7  | FSW 4  | SUG 9  | SUZ 3   | SUG 4  | TSU 4   |         |        | 5位  | 114      |
| 1991年 | Suzuki Racing Team       | スズキ・RGV-Γ500    | 国際A級  | 500cc  | TSU Ret | SUZ 10 | SUG 6   | TSU 9   | TSU 11 | SUG 3  | FSW 11 | MIN 12  | SUZ 7  | SUG 8   | TSU 9   |        | 10位 | 79       |
| 1992年 | モリワキレーシング       | モリワキ・ZERO-VX7  | 国際A級  | TT-F1  | MIN C   | TSU    | SUG     | SUZ 13  | TSU    | SUZ    | SUG    | FSW     | SUZ    | SEN     | SUG     | TSU    | 29位 | 3        |
| 1993年 | モリワキレーシング       | モリワキ・ZERO-VX7  | 国際A級  | TT-F1  | SUZ 15  | MIN    | SUG     | TSU     | SEN C  | SUZ    | SUG    | FSW     | SUZ 15 | TSU     | SUG     | TSU 15 | 28位 | 6        |

- 太字はポールポジション、斜字はファステストラップ

### ロードレース世界選手権
| 年     | クラス | 車両                    | 1       | 2   | 3   | 4   | 5   | 6   | 7   | 8   | 9      | 10  | 11  | 12  | 13  | 14  | 15  | 順位 | ポイント |
| ------ | ------ | ----------------------- | ------- | --- | --- | --- | --- | --- | --- | --- | ------ | --- | --- | --- | --- | --- | --- | ---- | -------- |
| 1986年 | 250cc  | モリワキ・ZERO-Z ホンダ | ESP     | ITA | GER | AUT | YUG | NED | BEL | FRA | GBR 13 | SWE | RSM |     |     |     |     | NC   | 0        |
| 1987年 | 500cc  | ホンダ・NS500           | JPN DNS | ESP | GER | ITA | AUT | YUG | HOL | FRA | GBR    | SWE | CZE | SMA | POR | BRA | ARG | NC   | 0        |
| 1988年 | 500cc  | スズキ・RGV-Γ500        | JPN 15  | USA | ESP | EXP | NAC | GER | AUT | HOL | BEL    | YUG | FRA | GBR | SWE | CZE | BRA | 37位 | 1        |
| 1989年 | 500cc  | スズキ・RGV-Γ500        | JPN Ret | AUS | USA | ESP | NAC | GER | AUT | YUG | HOL    | BEL | FRA | GBR | SWE | CZE | BRA | NC   | 0        |
| 1990年 | 500cc  | スズキ・RGV-Γ500        | JPN 13  | USA | SPA | ITA | GER | AUT | YUG | NED | BEL    | FRA | GBR | SWE | CZE | HUN | AUS | 33位 | 3        |
| 1991年 | 500cc  | スズキ・RGV-Γ500        | JPN Ret | AUS | USA | SPA | ITA | GER | AUT | EUR | NED    | FRA | GBR | RSM | CZE | VDM | MAL | NC   | 0        |

### 鈴鹿8時間耐久ロードレース
| 年     | 車番 | チーム                      | ペアライダー                           | マシン              | 予選順位 | 決勝順位 | 周回数 |
| ------ | ---- | --------------------------- | -------------------------------------- | ------------------- | -------- | -------- | ------ |
| 1981年 | 50   | モリワキレーシング          | 河合初志                               | カワサキ・Z1        | 14位     | 19位     | 180周  |
| 1982年 | 40   | モリワキレーシング          | 河合初志                               | カワサキ・Z1        | 14位     | 17位     | 111周  |
| 1984年 | 30   | モリワキレーシング          | 福本忠                                 | ホンダ・CBX750F     | 13位     | 4位      | 184周  |
| 1987年 | 38   | モリワキレーシング          | 前田忠士                               | モリワキ・Zero-Z750 |          | DNS      | -      |
| 1988年 | 40   | モリワキレーシング          | ピーター・ゴダード (AUS)               | モリワキ・Zero-ZX7  | 18位     | Ret      | 64周   |
| 1990年 | 47   | Schick ADVANTAGE SUZUKI     | 辻本聡                                 | スズキ・GSX-R750R   | 15位     | 11位     | 199周  |
| 1992年 | 19   | NTTモリワキレーシング       | Shawn Giles (AUS) Benn Archibald (AUS) | モリワキ・Zero-VX7  | 24位     | 29位     | 189周  |
| 1993年 | 30   | グリコキスミント モリワキRT | 種岡一吉                               | モリワキ・Zero-VX7  | 27位     | 14位     | 198周  |

- 1987年は前田の予選での負傷により以後欠場。